# وانغ يو
وانغ يو (بالصينية: 汪玉) هو سياسي صيني، ولد في 1964 في الصين. حزبياً، نشط في الحزب الشيوعي الصيني. انتخب عضو مجلس الشعب الصيني ‏ خلال فترته النيابية ‏.